# Городец (Краснинский район)
Городе́ц — деревня в Краснинском районе Смоленской области России. Входит в состав Волковского сельского поселения. Население — 8 жителей (2007 год).
Расположена в западной части области в 14 км к северо-востоку от Красного, в 13 км южнее автодороги М1 «Беларусь», на берегу реки Чужовка. В 9 км севернее деревни расположена железнодорожная станция Воронино на линии Москва — Минск.

## История
В годы Великой Отечественной войны деревня была оккупирована гитлеровскими войсками в июле 1941 года, освобождена в сентябре 1943 года.